# Bisdom Myitkyina
Het bisdom Myitkyina (Latijn: Dioecesis Myitkyinaensis) is een rooms-katholiek bisdom met als zetel Myitkyina, hoofdstad van de staat Kachin, in Myanmar. Het bisdom is suffragaan aan het aartsbisdom Mandalay. 

## Geschiedenis
Het bisdom werd opgericht op 5 januari 1939, als de apostolische prefectuur Bhamo, uit delen van het apostolisch vicariaat Northern Burma. Op 21 februari 1961 werd het verheven tot bisdom. 
Het verloor gebied bij de oprichting van de apostolische prefectuur Lashio (1975) en het bisdom Banmaw (2006). 

## Parochies
Het bisdom had in 2021 een oppervlakte van 67.651 km2 en telde 1.187.150 inwoners waarvan 8,1% rooms-katholiek was.

## Ordinarii

### Prefecten
- Patrick Usher (7 januari 1939 - 13 oktober 1958)

### Bisschoppen
- John James Howe (prefect: 18 juli 1959, bisschop: 21 februari 1961 - 9 december 1976)
- Paul Zingtung Grawng (9 december 1976 - 15 mei 2003; hulpbisschop sinds 24 januari 1976)
  - Philip Lasap Za Hawng (hulpbisschop: 20 december 1993 - 3 april 1998)
- Francis Daw Tang (3 december 2004 - 18 november 2020; hulpbisschop sinds 15 januari 2002)
  - Charles Maung Bo (apostolisch administrator: 18 november 2020 - 22 juni 2021)
  - Peter Hka Awng Tu (apostolisch administrator: 22 juni 2021 - niet in bezit genomen)
- John Mung-ngawn La Sam (29 oktober 2024 - heden)